# 浜の町東
浜の町東（はまのまちひがし）は、青森県弘前市の大字。郵便番号は036-8323。

## 地理
岩木川北岸に位置し、北は石渡・浜の町北・外瀬、東は藤野、南は萢中、青森県道31号弘前鯵ケ沢線をはさんで西は浜の町西に接する。また、特徴として浜の町西と同様住宅地で、県営住宅「浜の町団地」・市営住宅・浜の町東二丁目住宅がある。

## 歴史

### 地名の由来
浜の町西の東に位置することから。

### 沿革
- 1973年（昭和47年）〜 - 浜の町・萢中・鳥町の各一部から分離、浜の町東一〜五丁目になる。

## 世帯数と人口
2017年（平成29年）6月1日現在の世帯数と人口は以下の通りである。
| 丁目           | 世帯数    | 人口    |
| -------------- | --------- | ------- |
| 浜の町東一丁目 | 205世帯   | 480人   |
| 浜の町東二丁目 | 257世帯   | 583人   |
| 浜の町東三丁目 | 354世帯   | 792人   |
| 浜の町東四丁目 | 132世帯   | 281人   |
| 浜の町東五丁目 | 299世帯   | 695人   |
| 計             | 1,247世帯 | 2,831人 |

## 交通
- 弘南バス
  - 浜の町、浜の町二丁目、浜の町三丁目（弘前 - 堂ヶ沢・十腰内、堂ヶ沢 - 小栗山線）停留所。
  - 浜の町、神社前、市営住宅前、県営住宅前、集会所前、県営アパート前、致遠小通り（ミニバス 土堂・浜の町・栄町団地線）停留所。

## 施設

### 教育
- 社会福祉法人緑真会致遠保育園
- サン保育園

### 医療
- 浜の町歯科クリニック

### 福祉
- 社会福祉法人伸康会
- 社会福祉法人緑真会デイサービスセンター致遠荘

### 商業
- ホワイト急便弘前浜の町店
- (株)佐藤袋店
- (有)川越石材店

### 金融
- 東奥信用金庫浜の町支店

### 工業
- (有)藤田板金工業

### 公共
- 弘前郵便局弘前浜の町支局

## 小・中学校の学区
市立小・中学校に通う場合、学区は以下の通りとなる。
| 大字           | 番地 | 小学校             | 中学校             |
| -------------- | ---- | ------------------ | ------------------ |
| 浜の町東一丁目 | 全域 | 弘前市立城西小学校 | 弘前市立第二中学校 |
| 浜の町東二丁目 | 全域 | 弘前市立致遠小学校 | 弘前市立第二中学校 |
| 浜の町東三丁目 | 全域 | 弘前市立致遠小学校 | 弘前市立第二中学校 |
| 浜の町東四丁目 | 全域 | 弘前市立致遠小学校 | 弘前市立第二中学校 |
| 浜の町東五丁目 | 全域 | 弘前市立致遠小学校 | 弘前市立第二中学校 |